# Zalasewo
Zalasewo – wieś w Polsce położona w województwie wielkopolskim, w powiecie poznańskim, w gminie Swarzędz. Część miejscowości przy ul. Średzkiej określana jest nazwą Zalasewo przy Średzkiej, natomiast część przy granicy z miastem Poznaniem nazwą Zalasewo-Huby. Na terenie miejscowości znajduje się również 6 osiedli: Leśne, Sarmackie, Ułańskie, Wielkopolskie, Wiktoriańskie i Władysława Zamoyskiego.

## Historia
Wieś szlachecka Zalasewo, własność kasztelana międzyrzeckiego Andrzeja Górki, około 1580 leżała w powiecie poznańskim województwa poznańskiego.	
W XVI-wiecznych dokumentach wymieniane jest jako wieś należąca do parafii w Swarzędzu. Od XVII wieku Swarzędz wraz z okolicznymi wsiami, m.in. Zalasewem, należał do majątku wojewody kaliskiego Zygmunta Grudzińskiego. Następnie dobra były własnością kolejno rodziny Garczyńskich, Adama Antoniego Opalińskiego, rodziny Koźmińskich, poznańskiego kupca Jana Kluga. W I połowie XIX wieku majątek przeszedł na własność państwa pruskiego.
W latach 1954–1959 wieś należała i była siedzibą gromady Zalasewo, z 1 styczniem 1960 siedzibę gromady przeniesiono do Swarzędza i zmieniono nazwę gromady na Swarzędz. W latach 1975–1998 miejscowość administracyjnie należała do województwa poznańskiego.

## Warunki naturalne
Przez Zalasewo płynie Rów Zalasewski, który spływa do strugi Mielcuch i należy do zlewni rzeki Cybina.
W rejonie wsi występują enklawy dobrych gleb III i IV klasy.
W Zalasewie znajduje się prywatne wyrobisko najczęstszej w gminie kopaliny - piasku, w większości wyczerpane.

## Ludność
Zmiany zaludnienia na terenie wsi w ostatnich latach przedstawiają się następująco:
| Rok  | Liczba mieszkańców |
| ---- | ------------------ |
| 1988 | 387                |
| 1999 | 481                |
| 2008 | 1654               |
| 2009 | 1813               |
| 2013 | 2611               |
| 2014 | 2959               |
| 2015 | 3445               |
| 2016 | 3817               |
| 2017 | 4359               |
| 2018 | 5190               |
| 2019 | 5726               |
| 2020 | 6095               |
| 2021 | 6618               |
| 2022 | 6891               |
| 2023 | 7062               |
| 2024 | 7131               |

Wysoka dynamika przyrostu ludności w ostatnich latach związana jest z jednym z najintensywniejszych ruchów budowlanych w gminie Swarzędz związaną z suburbanizacją Poznania. Zalasewo i Jasin tworzą ze Swarzędzem wspólną zurbanizowaną jednostkę przestrzenną. 
Obszar miejscowości obejmuje parafia Chrystusa Jedynego Zbawiciela w Swarzędzu.

## Edukacja, sport i rekreacja

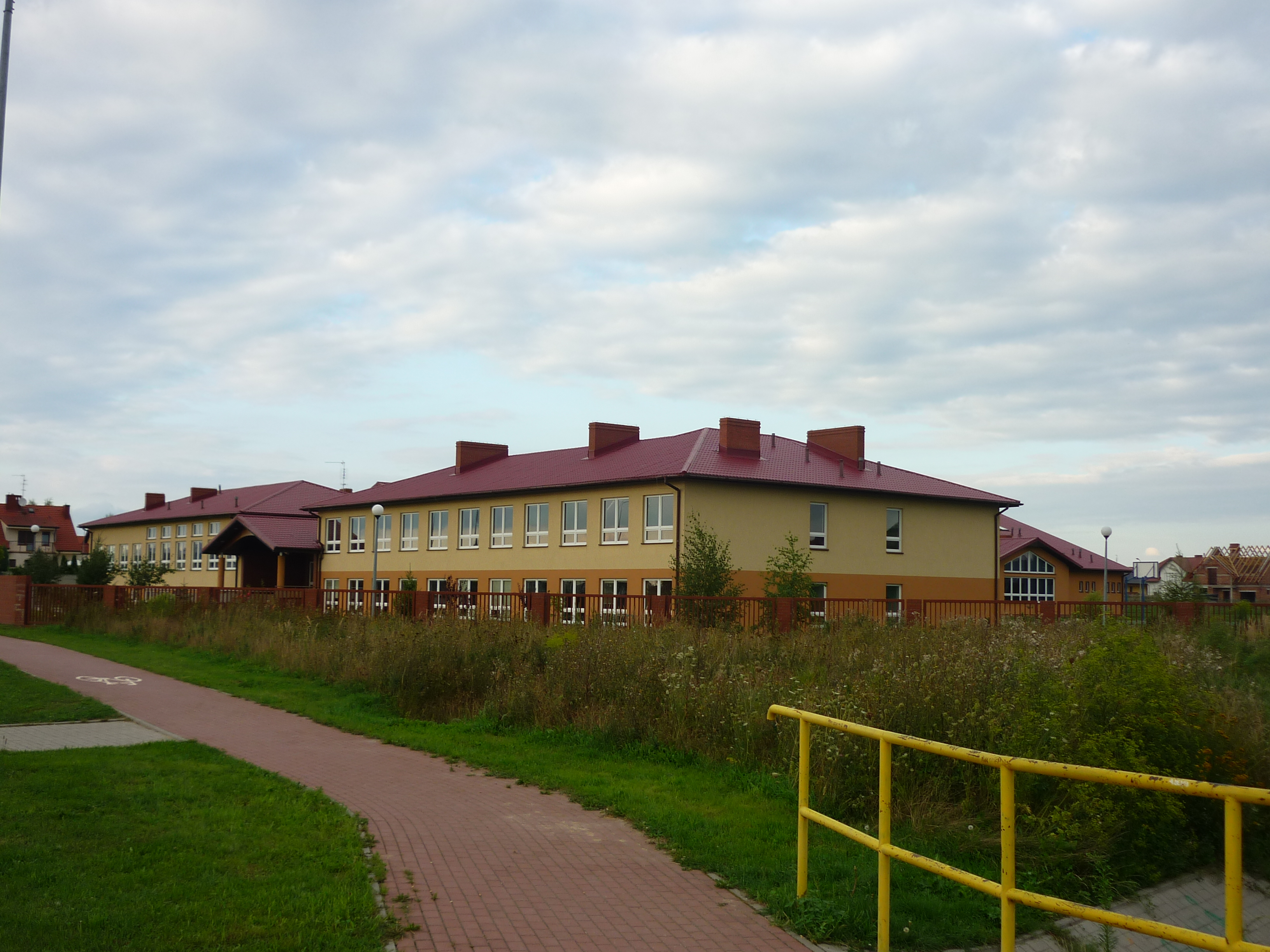
Szkoła Podstawowa nr 1 im. Mikołaja Kopernika

W wyniku reformy systemu oświaty z 2017 w miejscowości funkcjonują dwie szkoły:
- Szkoła Podstawowa nr 1 im. Mikołaja Kopernika, zlokalizowana przy ul. Planetarnej 7 – placówka początkowo funkcjonowała jako Gimnazjum nr 1 w Swarzędzu na os. Mielżyńskiego 3a, później otrzymała numer 4, a od 1 września 2005 zmieniła lokalizację na obecny budynek i nazwę na Gimnazjum im. Mikołaja Kopernika w Zalasewie; z dniem 1 września 2017 stała się 8-letnią szkołą podstawową[20],
- Szkoła Podstawowa nr 2, zlokalizowana przy ul. Heweliusza 26 (skrzyżowanie z ul. Planetarną) – placówka rozpoczęła działalność 1 września 2015 jako szkoła 6-letnia pod nazwą Szkoła Podstawowa w Zalasewie; z dniem 1 września 2017 stała się 8-letnią szkołą podstawową[21].

W przeszłości w miejscowości funkcjonowała szkoła podstawowa przy ul. Kórnickiej, później filia Szkoły Podstawowej nr 5 im. prof. Adama Wodziczki w Swarzędzu. 
W miejscowości funkcjonują ponadto: przedszkole „Mały Skaut” na os. Ułańskim 26, niepubliczny żłobek i przedszkole „Za lasem” przy ul. Astronomicznej 1 oraz przedszkole publiczne „Zaczarowana podkowa” przy ul. Spacerowej 4.
Od 2008 istnieje drużyna piłkarska Antares Zalasewo, grająca na szczeblu B-klasy. Na terenie miejscowości zlokalizowane jest boisko, a przy szkole podstawowej i gimnazjum zlokalizowane są hale sportowe i boiska wielofunkcyjne.
Na terenie miejscowości funkcjonuje ponadto gospodarstwo agroturystyczne świadczące usługi hippiczne.
W Zalasewie odbywa się Memoriał Arkadiusza Gołasia.

## Komunikacja i infrastruktura
Miejscowość posiada trzy główne ulice na osi północ-południe. Są to: ul. Średzka, ul. Kórnicka i ul. Planetarna. Przez wiele lat ul. Kórnicka w Zalasewie stanowiła fragment drogi wojewódzkiej nr 433 (Swarzędz-Koninko) - 16 lutego 2016 straciła ten status i stała się drogą powiatową nr 2489P.
Zalasewo posiada połączenie autobusowe z Poznaniem (linia 425), Swarzędzem (linie 484, 494, 497, 498, 499), Garbami (linie 484, 494), Kruszewnią (linie 497, 498), Rabowicami (linia 497, 498) oraz Tulcami (linia 484).
Miejscowość posiada wodociąg, znajduje się tutaj także ujęcie wody oraz stacja redukcyjna gazu, z której zasilane są gospodarstwa w okolicznych wsiach oraz częściowo w Swarzędzu i Poznaniu.